# Thélus
Thélus település Franciaországban, Pas-de-Calais megyében. Lakosainak száma 1303 fő (2022. január 1.). Thélus Vimy, Bailleul-Sir-Berthoult, Farbus, Neuville-Saint-Vaast és Roclincourt községekkel határos.

## Népesség
A település népessége az elmúlt években az alábbi módon változott:
| Lakosok száma | 1217 | 1212 | 1245 | 1204 | 1207 | 1207 | 1239 | 1271 | 1303 |
|               | 2013 | 2015 | 2016 | 2017 | 2018 | 2019 | 2020 | 2021 | 2022 |